# Maevaranohely
Maevaranohely est une commune urbaine malgache située dans la partie centre-ouest de la région de Sofia.